# Durio pinangianus
Durio pinangianus là một loài cây sầu riêng hiện đang được đặt trong Họ Cẩm quỳ (Malvaceae). Loài này được Henry Nicholas Ridley mô tả khoa học đầu tiên năm 1922.. Loài này có ở Malaysia phần bán đảo.